# Andrew Smith (Basketballspieler, 1992)
Andrew David Smith (* 14. Dezember 1992 in Pompano Beach, Florida) ist ein lettisch-US-amerikanischer Basketballspieler.

## Karriere

### Verein
Smith spielte für die Liberty Flames der Liberty University Basketball. In seinem Senior-Jahr erzielte er im Durchschnitt 9,6 Punkte und 7,6 Rebounds pro Spiel. Im Laufe seiner Collegekarriere erzielte er 730 Punkte und 558 Rebounds. Er begann im Anschluss seine professionelle Basketballkarriere in Lettland bei BK Jūrmala, bevor er in die Dutch Basketball League zu Donar Groningen wechselte. Mit Groningen gewann er sowohl die niederländische Meisterschaft als auch den Pokalwettbewerb. Nach seinem Wechsel in die ProA 2018 wurde er mit Rasta Vechta Meister und erlangte das Aufstiegsrecht in die Basketball-Bundesliga. Sein Vertrag wurde jedoch nicht verlängert. Nach Stationen in Schweden und erneut Groningen wechselte er 2020 erneut in die ProA, diesmal zu Science City Jena.

### Nationalmannschaft
Smith, dessen Großmutter Lettin war, nahm 2015 die lettische Staatsbürgerschaft an, um für die lettische Basketballnationalmannschaft aufzulaufen. Er bestritt jedoch bisher kein Spiel.